# Eremisca multis
Eremisca multis là một loài ruồi trong họ Asilidae. Eremisca multis được Lehr miêu tả năm 1987. Loài này phân bố ở vùng Cổ Bắc giới.